# 拟长尾线虫属
拟长尾线虫属（学名：Paraseinura）是滑刃科下的一个属。

## 下属物种
本属包括以下物种：
- Paraseinura musicola Timm, 1960